# Barra dos Coqueiros (kommun)
Barra dos Coqueiros är en kommun i Brasilien.   Den ligger i delstaten Sergipe, i den östra delen av landet, 1 300 km öster om huvudstaden Brasília. Antalet invånare är 25 012.
Följande samhällen finns i Barra dos Coqueiros:
- Barra dos Coqueiros

Omgivningarna runt Barra dos Coqueiros är en mosaik av jordbruksmark och naturlig växtlighet.